# Площадь Академика Кутафина

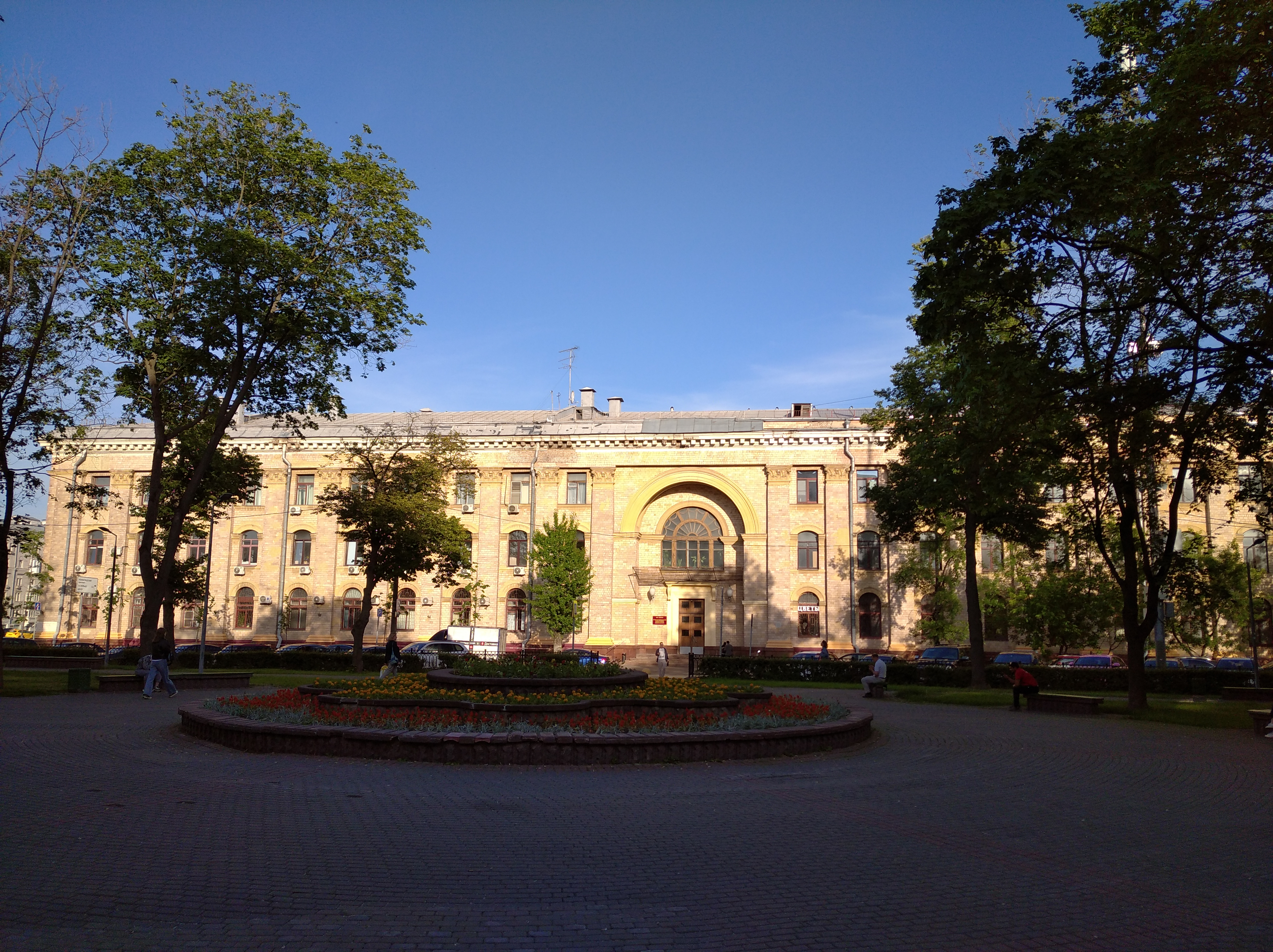
Здание Научно-исследовательского кинофотоинститута со стороны площади Академика Кутафина

Площадь Академика Кута́фина — площадь на северо-западе Москвы в Хорошёвском районе Северного административного округа. Расположена на пересечении улиц Викторенко и Острякова вблизи Ленинградского проспекта у юго-западного выхода станции метро «Аэропорт».

## Происхождение названия
Площадь названа 31 января 2019 года в память учёного-правоведа и общественного деятеля Олега Емельяновича Кутафина (1937—2008), который внёс большой вклад в разработку Конституции России. Название присвоено по инициативе Ассоциации юристов России. Он жил рядом с этой площадью. Кроме того, рядом расположено здание Московского государственного юридического университета (МГЮА), ректором которого Олег Кутафин был с 1987 года почти до конца жизни и которое в 2012 году получило его имя.

## История
Проектирование площади началось вскоре после окончания Великой Отечественной войны. Согласно планам того времени, в этом месте под Ленинградским проспектом должен был пройти тоннель проектируемого четвёртого кольца Москвы, для чего по обеим сторонам проспекта были оставлены заделы в виде площадей. Площади предполагалось дать имя лётчицы Марины Расковой (позднее её имя получила другая площадь у метро «Сокол»). Автором генплана площади был архитектор А. Д. Сурис. Согласно его задумке, площадь должны были формировать общественные здания: Научно-исследовательский институт кинематографии, Академия коммунального хозяйства РСФСР имени Памфилова и Ленинградский райсовет. В глубине площади архитектор предполагал поставить кинотеатр с памятником Расковой перед ним.
В итоге по проекту А. Д. Суриса было построено только здание Научно-исследовательского института кинематографии, формирующее юго-восточную часть площади. В середине 1950-х на северо-западной стороне площади было выстроено здание Областной партийной школы (архитекторы Б. Ю. Бранденбург, В. В. Степанов, инженер А. Ф. Кузьмин; ныне Финансовый университет при Правительстве Российской Федерации). Оба здания оформлены в неоклассическом стиле.
Площадь оставалась безымянной до 31 января 2019 года, пока ей не присвоили имя учёного-правоведа и общественного деятеля Олега Емельяновича Кутафина.